# جاستین دیدو بلائو
جاستین دیدو بلائو (انگلیسی: 3LAU؛ زادهٔ ۹ ژانویهٔ ۱۹۹۱) یک موسیقی‌دان اهل ایالات متحده آمریکا است. وی از سال ۲۰۱۱ میلادی تاکنون مشغول فعالیت بوده‌است.

## زندگی‌نامه
جاستین دیوید بلائو در ۹ ژانویه ۱۹۹۱ در شهر سایوست ایالت نیویورک آمریکا به متولد شد. بلائو در یک خانواده هنرمند بزرگ شد، او به زودی در کنار خانواده اش نحوه کار با پیانو، گیتار و ارگ را فراگرفت. در سن سیزده سالگی او با خانواده اش برای زندگی بهتر به شهر لاس وگاس و پس ار مدتی دیگر به نوادا مهاجرت کردند. او آموزشش را در مدرسه میدوز برای فراگیری برنامه‌های موسیقایی رفت. اکنون او در دانشگاه واشینگتن در سن لوئیس مشغول تحصیل می‌باشد.